# Warm Up!
Warm Up! est un jeu vidéo de course de Formule 1 développé par Lankhor et édité par Microïds sur PlayStation et Windows en 2000.

## Système de jeu
Le jeu dispose d'un mode arcade et d'un mode simulation plus réaliste. Les 17 circuits du jeu sont des reproductions des circuits internationaux.
Le mode multijoueur permet de réunir jusqu'à 10 participants.

## Développement
Le jeu a été développé en quatre mois seulement.

## Réception critique
- « Un bon jeu de Formule 1 pour ceux qui veulent s'amuser rapidement » [1]
- « La modélisation des Formules 1 est très détaillée [...] Certains circuits regorgent de détails [...] Seules les tribunes ne sont pas au top visuellement parlant. » [1]

## Publicité
La publicité du jeu a été portée par le slogan 800 chevaux, 600 kilos, et vous....